# 南大沢駅
南大沢駅（みなみおおさわえき）は、東京都八王子市南大沢二丁目にある、京王電鉄相模原線の駅である。京王相模原管区所属。駅番号はKO43。京王ライナーを含めた全定期旅客列車が当駅に停車する。
「東京都立大学 最寄駅」と言う副駅名が設定されており、駅北側に東京都立大学のメインキャンパスである南大沢キャンパスが位置している。

## 歴史
当駅を中心とする一帯は、多摩ニュータウンの東京都が施行する「西部地区」として開発されている。南大沢駅前の約20ヘクタールは、その西部地区の「地区センター」として駅と一体で整備された。

### 開設までの流れ
多摩ニュータウン開発計画に絡み京王帝都電鉄（当時）は、当初、相模原線京王多摩センター駅 - 橋本駅間延伸に際して途中駅を1か所新設することを計画で定め、「由木平駅」として駅開設を決定していた。その後、多摩ニュータウン開発の進捗に伴い、マスタープランの中で複数の開発住区に対する生活サービス施設を集積した「地区センター」配置場所と定められた中間地点に、京王堀之内駅と多摩境駅新設も追加で決定している。
なお、駅開設に際して現在の場所が決定した理由は、京王多摩センター駅と橋本駅との中間地点に位置することと、ニュータウン計画で一帯が新住宅市街地開発事業地に定められ周辺に人家などがなく、白紙で駅を中心に「地区センター」とする大胆な街づくりが可能なことであった。また、当時の相模原線計画では橋本延伸後に津久井湖方面に延伸する構想があったため、優等列車の追い抜きが可能な島式ホーム2面4線設計で用地が確保された。
京王多摩センター駅 - 橋本駅間の延伸工事のうち、当駅までの線路や駅の建設工事は比較的順調に進んでいたが、当駅 - 橋本駅間は用地買収などに手間がかかり全線開業が遅れることとなったため、同社はやむなく京王多摩センター駅 - 当駅間を開通させた。その最大の目的は、当駅南側の新住区で既に入居が始まっていて、代替救済措置として暫定運行していた多摩センター駅までのバス連絡を1日も早く解消するためであった。

### 新設後
1988年（昭和63年）5月21日に南大沢駅は開業した。しかし、駅開設直後は駅周辺には何もない更地ばかりの状況だった。そこにあったのは「駅前の歩行者専用道路デッキと雨避けのアーケードだけが目立つ」という様相で、新住区の団地は駅から約500m以南の離れた所に建設されていた。
その後、南北双方の新住区で多摩ニュータウンの住宅建設が進捗し、東京都立大学（旧・東京都立大学から首都大学東京を経て、現・東京都立大学）やテンプル大学日本校（その後撤退）、八王子南郵便局（現・南大沢駅前郵便局、集配機能は1999年（平成11年）にみなみ野シティに新設した同名局に移転）が誘致された。東京都立大学は当初、南大沢ではなく立川市に移転する予定であったが、立川用地が手狭で問題視されていたため、多摩ニュータウン開発により土地が確保出来る南大沢に移転することになった。また大規模商業施設「ガレリア・ユギ」が建設され、総合スーパーの忠実屋と百貨店のそごうが入居した。
駅開設当初は駅勢人口が充分ではなく、そごうと忠実屋が相次いで撤退したが、周辺地域での大規模住宅団地の相次ぐ建設に伴い人口も増加し、1998年には「ガレリア・ユギ」に新たな核テナントとしてイトーヨーカドーが開業した。また、新規開発も行われて、アウトレットモールやシネマコンプレックス等が誘致された。このほか、1996年（平成8年）には八王子市の南大沢文化会館がオープンするなど、公共施設の建設もすすみ、今では「地区センター」に相応しい街の様相を呈している。加えて、相模原線急行運行開始に伴い、当駅が急行停車駅となり、駅の利便性が向上している。なお、2001年まで運転されていた特急は当駅は通過していたが、2013年（平成25年）に特急が復活した際には当駅も特急停車駅となった。2018年（平成30年）から運行開始した京王ライナーも当駅に停車する。

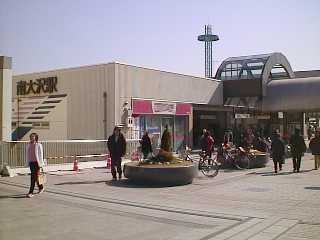
駅ビル化される前の駅舎（2004年2月10日）
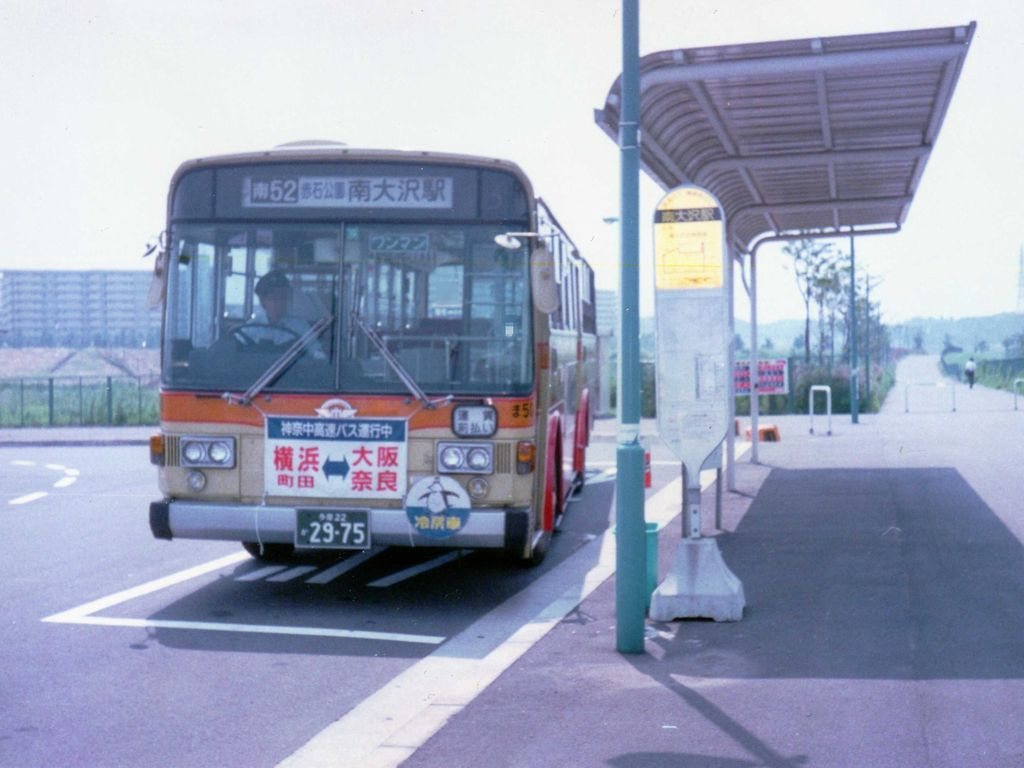
開業直後の南大沢駅バス停付近。駅周辺には何もない（1988年）

### 年表
- 1988年（昭和63年）5月21日：京王多摩センターからの暫定開業時に開業[1]。各駅停車・通勤快速の全列車が停車する[1]（快速はこの時京王多摩センター折返し）。
- 1990年（平成2年）3月30日：相模原線全通、途中駅となる[2]。
- 1991年（平成3年）4月6日：快速の停車駅となる[3]。
- 2001年（平成13年）3月27日：相模原線急行運行開始に伴い、停車駅となる。
- 2007年（平成19年）7月31日：駅改良工事完了、駅ビル「フレンテ南大沢」開業。
- 2009年（平成21年）12月3日：駅前に地上5階建ての「フレンテ南大沢」新館開業。
- 2013年（平成25年）2月22日：相模原線特急（2代目）運行開始に伴い、停車駅となる（2001年（平成13年）まで走っていた初代特急は通過していた）[4]。
- 2014年（平成26年）11月1日：副駅名として「首都大学東京 最寄駅」設定[5]。
- 2015年（平成27年）9月25日：相模原線の準特急運行開始に伴い、停車駅となる[6]。
- 2018年（平成30年）2月22日：相模原線京王ライナー運行開始に伴い、停車駅となる[7]。
- 2020年（令和2年）4月1日：大学名称変更に伴い、副駅名を「東京都立大学 最寄駅」へ改称。

### 駅名の由来
江戸時代、現在の八王子市付近には2つの「大沢村」があり、当駅周辺は南にある大沢村であることから「南大沢」と名付けられた。相模原線延伸工事計画時の駅名仮称は「由木平」であったことは前記した。「由木」とはこの地域全体が八王子市に編入前、行政地名が「南多摩郡由木村」であったことに由来する。

## 駅構造
土工により地形を整地した南面片側が掘割式の相対式ホーム2面2線を有する地上駅。橋上駅舎を備える。元々、島式ホーム2面4線設計で用地が確保されていたため、構内は広々としたつくりになっている。鉄骨造りの橋上駅構造としているが、バスターミナルのある駅前広場や、歩車を分離した歩行者専用道路のある地盤の同レベルに人工地盤とした駅舎改札口があるため、駅への出入りは平面のバリアフリーで行うことが可能。
なお、駅舎には小規模な店舗施設が併設されていたが、2009年（平成21年）12月、歩行者専用道路のある人工地盤を挿んだ橋本駅寄りホーム線路上に、新たに店舗施設の建物（フレンテ南大沢新館）がオープンした。
相模原線橋本駅への延伸工事の際に、同駅周辺用地買収の遅れが原因で、開業が遅れることになった。そのため、同駅開設までの間は当駅が始発・終着駅となり、橋本寄りの下り本線が折り返し用の引き上げ線に利用され、1番線に到着した当駅終着列車は引上線で折返して2番線乗車用ホームへと入線した。橋本延伸後、渡り線は非常時折り返し運転用に残してあるが、現行の営業用としては使われていない。
改札口とホーム間にはエレベーターとエスカレーターが設置されている。エスカレーターは改良工事の際に上り方向の他、下り方向のものも増設された。
トイレは駅舎内にあり、ユニバーサルデザインの一環として「だれでもトイレ」も併設されている。

### のりば

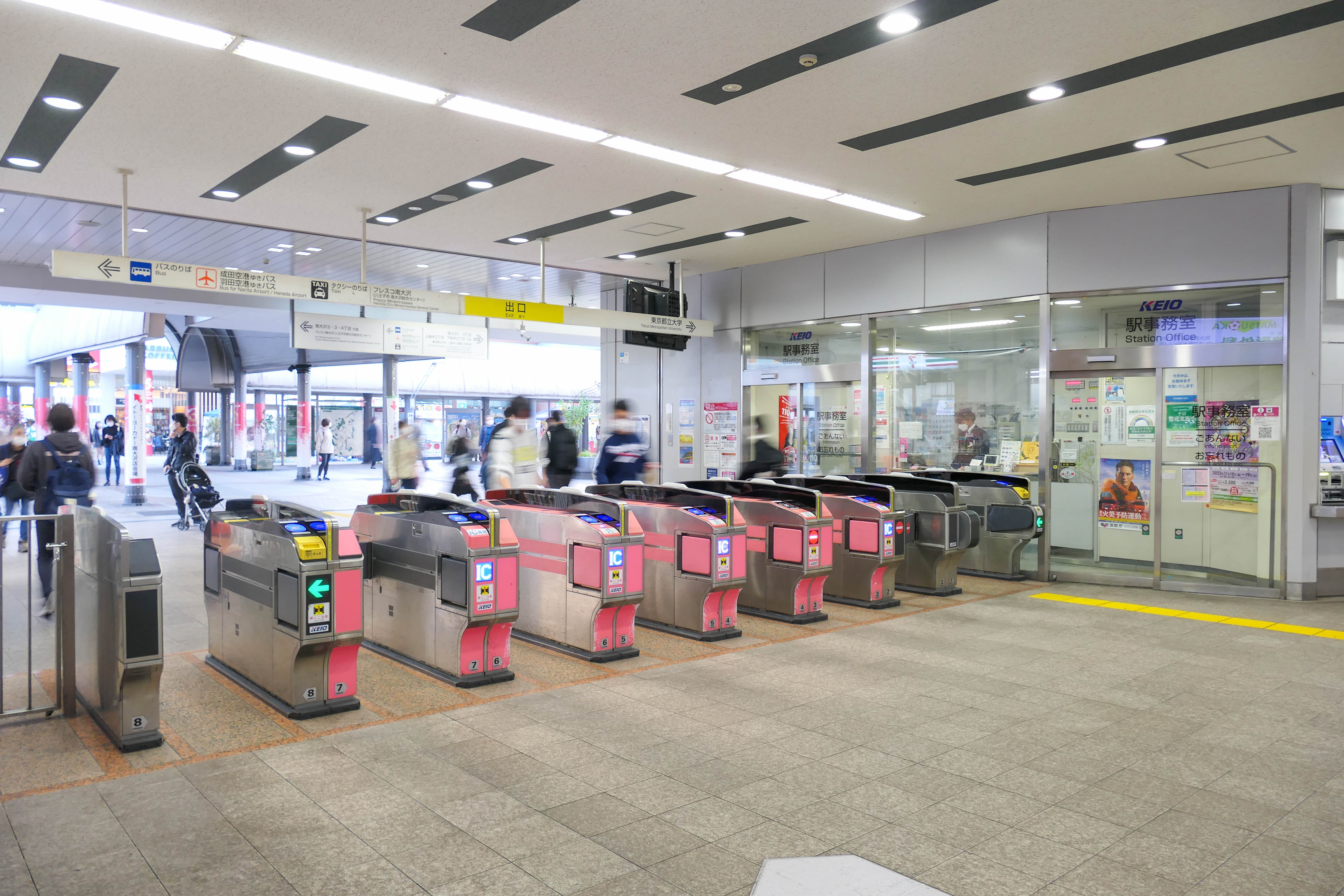
改札口（2022年11月）
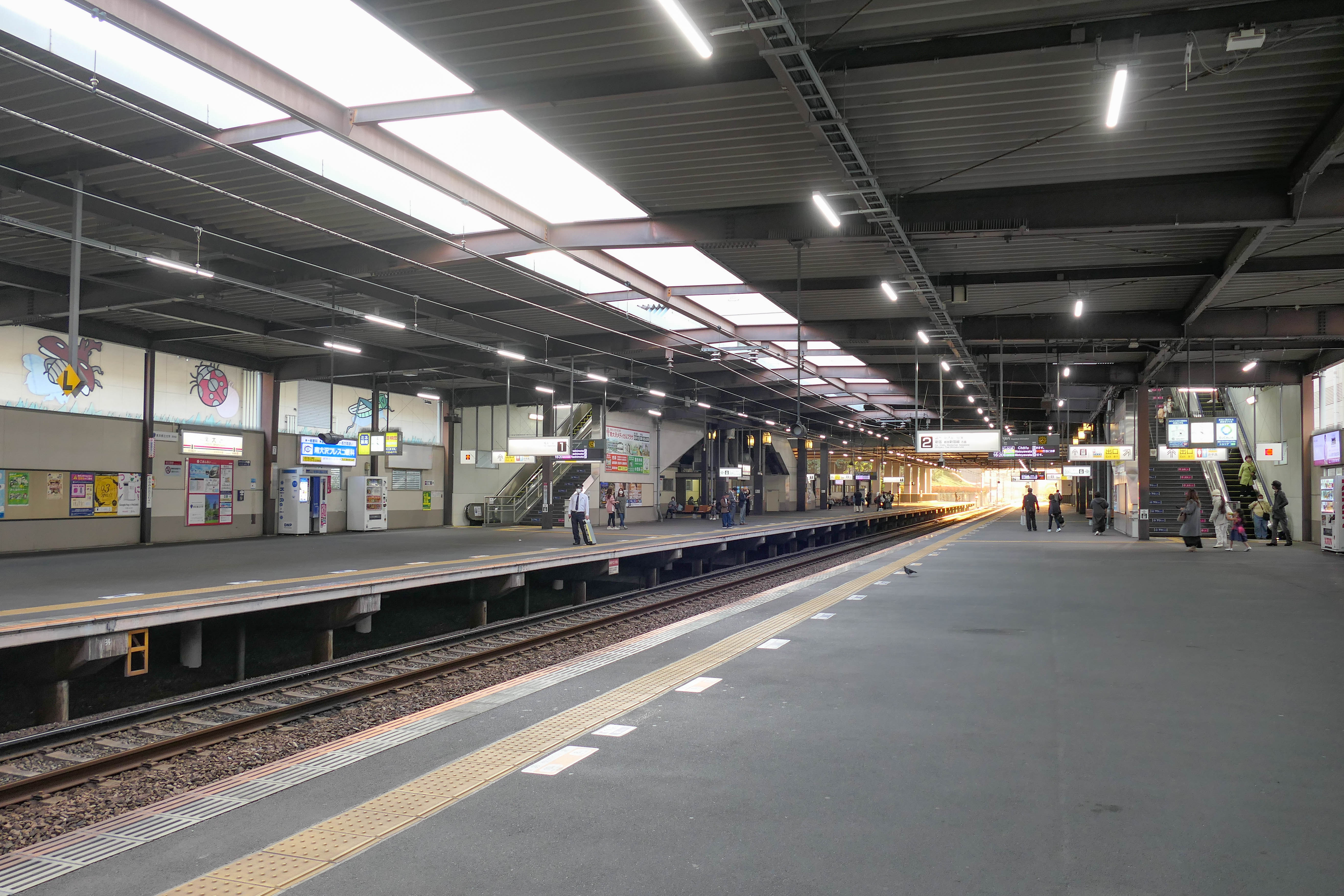
ホーム（2022年11月）

| 番線 | 路線     | 方向 | 行先                                      |
| ---- | -------- | ---- | ----------------------------------------- |
| 1    | 相模原線 | 下り | 橋本方面                                  |
| 2    | 相模原線 | 上り | 調布・明大前・笹塚・新宿・ 都営新宿線方面 |

| 運転番線 | 営業番線 | ホーム | 新宿方面着発 | 橋本方面着発 | 備考     |
| -------- | -------- | ------ | ------------ | ------------ | -------- |
| 1        | 1        | 10両分 | 到着可       | 出発可       | 下り本線 |
| 2        | 2        | 10両分 | 出発可       | 到着・出発可 | 上り本線 |

- 改札口（2022年11月）
- ホーム（2022年11月）

## 利用状況
2024年度（令和5年度）の1日平均乗降人員は53,927人である。多摩ニュータウン内の駅としては京王多摩センター駅に次いで第2位である。
駅周辺に大規模商業施設の開設、都立4大学改組による東京都立大学（首都大学東京から名称変更）の開設などにより、乗降人員数は増加傾向にある。2009年度には京王八王子駅を抜き、八王子市内の京王電鉄の駅としては第1位となった。また、乗換駅である京王稲田堤駅・京王永山駅より多く、京王稲田堤駅とほぼ同等の増加率だった。
開業以降の1日平均乗降・乗車人員の推移は下表のとおりである。
| 年度               | 1日平均 乗降人員 | 1日平均 乗車人員 | 出典     |
| ------------------ | ---------------- | ---------------- | -------- |
| 1988年（昭和63年） | 7,563            |                  |          |
| 1989年（平成元年） | 10,816           |                  |          |
| 1990年（平成02年） | 13,216           | 6,307            | [ * 1 ]  |
| 1991年（平成03年） | 21,328           | 10,604           | [ * 2 ]  |
| 1992年（平成04年） | 26,488           |                  | [ * 3 ]  |
| 1993年（平成05年） | 28,769           | 14,419           | [ * 4 ]  |
| 1994年（平成06年） | 31,353           | 15,710           | [ * 5 ]  |
| 1995年（平成07年） | 33,460           | 16,697           | [ * 6 ]  |
| 1996年（平成08年） | 34,181           | 17,052           | [ * 7 ]  |
| 1997年（平成09年） | 35,805           | 17,915           | [ * 8 ]  |
| 1998年（平成10年） | 38,113           | 19,255           | [ * 9 ]  |
| 1999年（平成11年） | 39,414           | 19,683           | [ * 10 ] |
| 2000年（平成12年） | 44,004           | 22,104           | [ * 11 ] |
| 2001年（平成13年） | 46,207           | 23,197           | [ * 12 ] |
| 2002年（平成14年） | 48,947           | 24,597           | [ * 13 ] |
| 2003年（平成15年） | 50,554           | 25,333           | [ * 14 ] |
| 2004年（平成16年） | 51,123           | 25,633           | [ * 15 ] |
| 2005年（平成17年） | 51,585           | 25,778           | [ * 16 ] |
| 2006年（平成18年） | 52,992           | 26,430           | [ * 17 ] |
| 2007年（平成19年） | 56,238           | 27,932           | [ * 18 ] |
| 2008年（平成20年） | 58,193           | 28,915           | [ * 19 ] |
| 2009年（平成21年） | 60,501           | 30,055           | [ * 20 ] |
| 2010年（平成22年） | 60,396           | 29,970           | [ * 21 ] |
| 2011年（平成23年） | 60,097           | 29,779           | [ * 22 ] |
| 2012年（平成24年） | 61,111           | 30,323           | [ * 23 ] |
| 2013年（平成25年） | 62,530           | 31,014           | [ * 24 ] |
| 2014年（平成26年） | 61,708           | 30,581           | [ * 25 ] |
| 2015年（平成27年） | 62,877           | 31,107           | [ * 26 ] |
| 2016年（平成28年） | 64,057           | 31,748           | [ * 27 ] |
| 2017年（平成29年） | 64,366           | 31,904           | [ * 28 ] |
| 2018年（平成30年） | 64,285           | 31,841           | [ * 29 ] |
| 2019年（令和元年） | 63,422           | 31,377           | [ * 30 ] |
| 2020年（令和02年） | 41,288           | 20,449           | [ * 31 ] |
| 2021年（令和03年） | 48,778           | 24,359           | [ * 32 ] |
| 2022年（令和04年） | 52,585           |                  |          |
| 2023年（令和05年） | 53,668           |                  |          |
| 2024年（令和06年） | 53,927           |                  |          |

備考
1. ↑  1988年（昭和63年）5月21日開業。開業日 - 翌年3月31日までを集計したデータ。
2. ↑  京王電鉄が2000年度に発表した資料の数値。1999年度発表のものは、「38,401人」となっている。

## 駅周辺

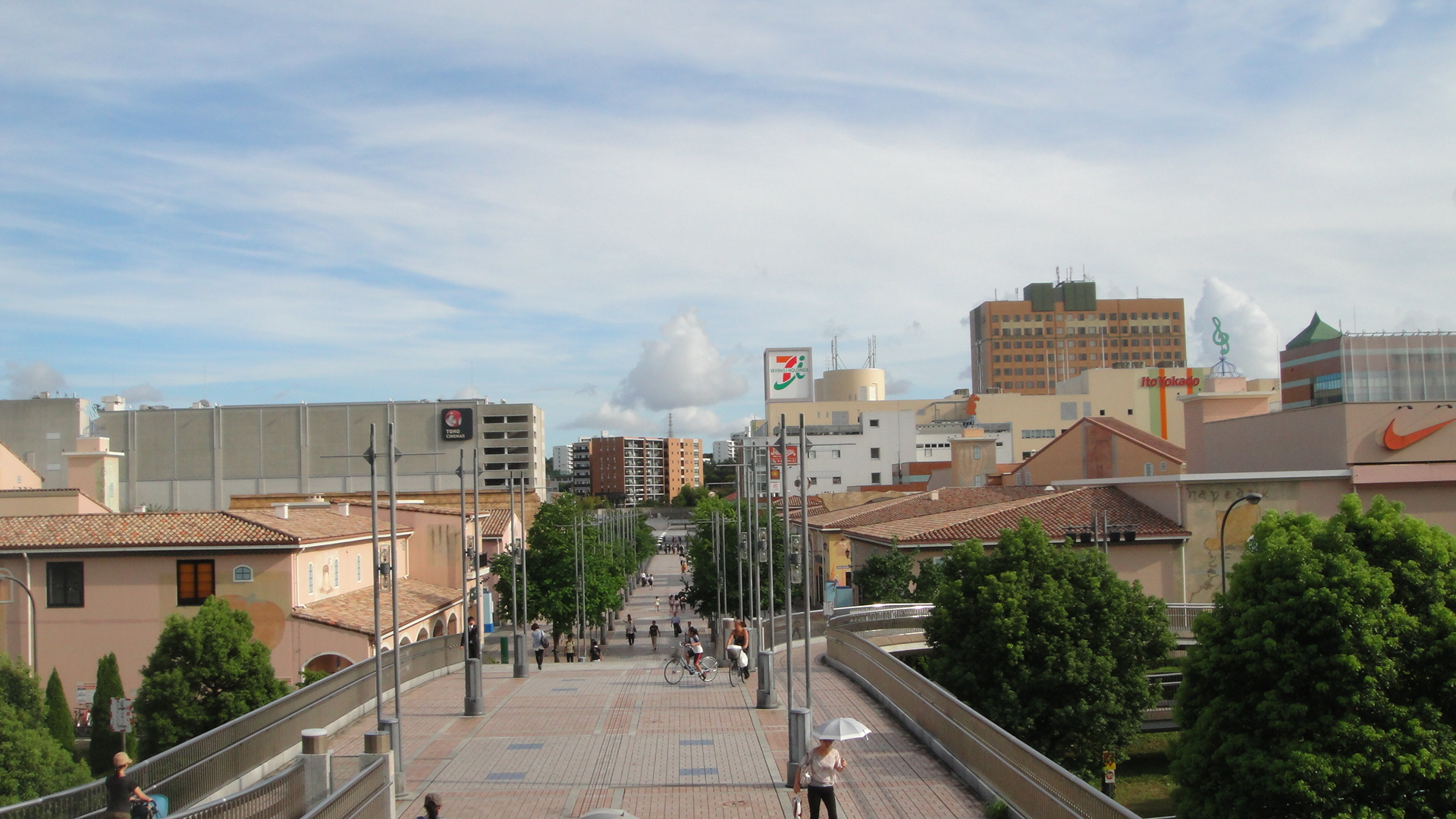
都立大学前から南大沢駅方面を望む
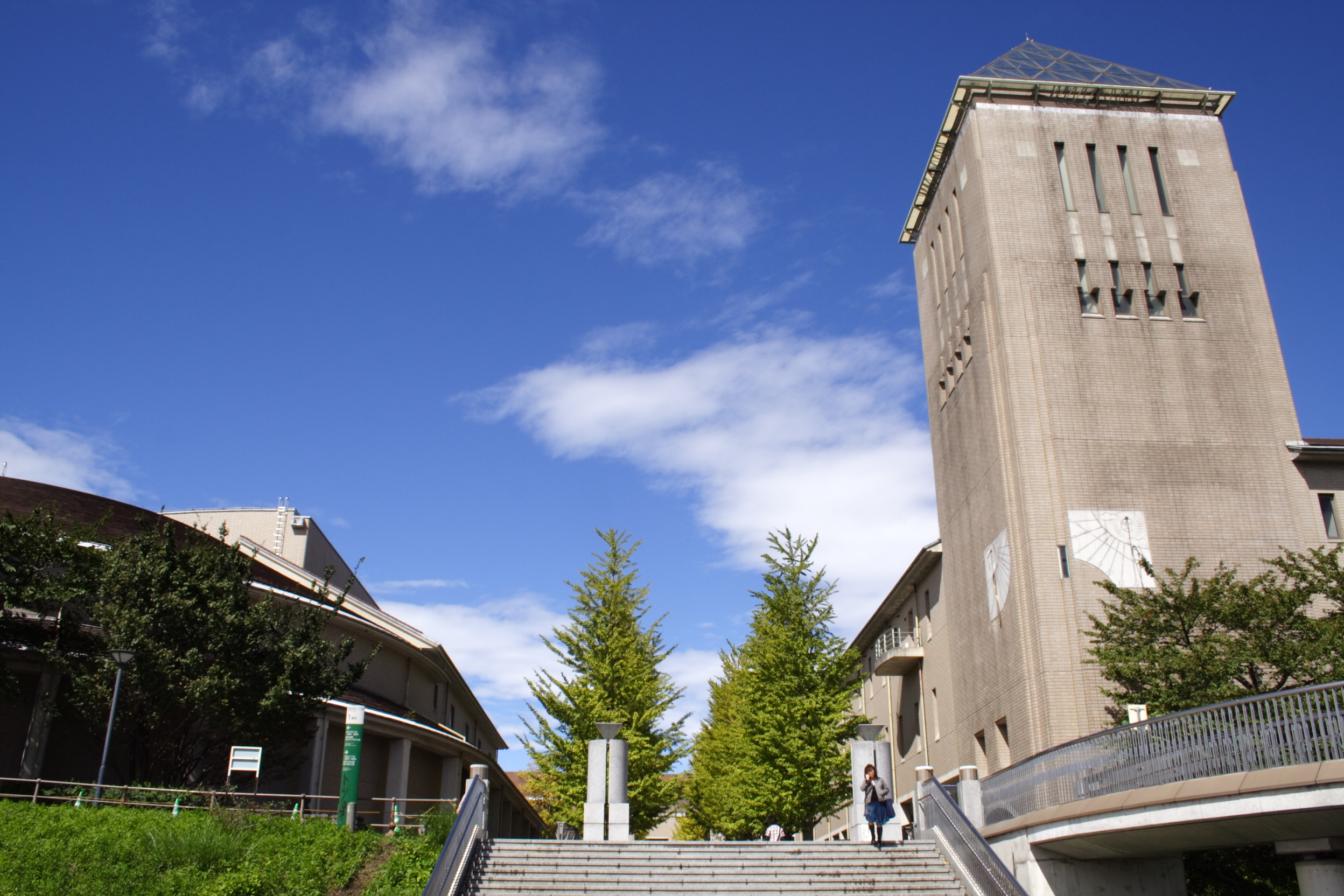
東京都立大学 南大沢キャンパス
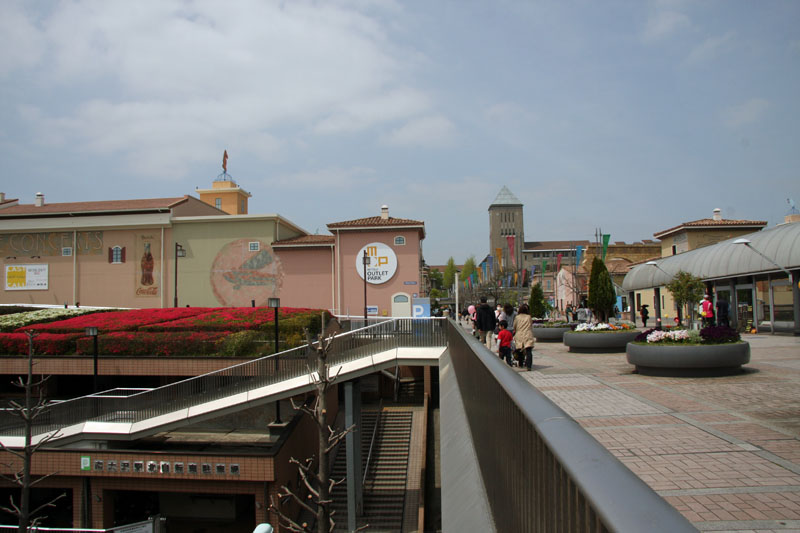
三井アウトレットパーク 多摩南大沢

当駅周辺は多摩ニュータウン西部地区の「地区センター」として整備された計画的な街並みである。東京都は多摩ニュータウンを「核都市」としており、その多摩ニュータウンの中心地区の1つである当駅周辺は、他の多摩センター駅周辺や若葉台駅周辺とともに東京都の「都心等拠点地区」に位置付けられている。平日は東京都立大学の学生により、休日はアウトレットなどの買い物客により、駅周辺は賑わいを見せている。
駅周辺は、八王子市および南大沢警察署「違法駐車取り締まり重点地域」並びに「自動二輪・原動機付バイク取り締まり重点地域」に指定されている。また路上喫煙禁止地区にも指定されている。
当駅周辺は多摩ニュータウン通りを境に、多摩ニュータウンの第20住区（北側）と第14住区（南側）に分かれるので、それぞれ分けて記述する。

### 第20住区（北側）
- 東京都立大学南大沢キャンパス
- 三井アウトレットパーク 多摩南大沢
- ダイワハウス八王子リビングサロン
- 警視庁南大沢警察署

### 第14住区（南側）
- バスロータリー
- フレンテ南大沢：京王電鉄駅ビル。
  - フレンテ南大沢新館（東京ミートレア）
- ガレリア・ユギ：株式会社多摩ニュータウン開発センターが運営[10]
  - イトーヨーカドー南大沢店
  - ノジマ 南大沢店
  - 文教堂 南大沢店
- パオレ：株式会社多摩ニュータウン開発センターが運営[10]
- プラザA：株式会社多摩ニュータウン開発センターが運営[10]
- fab南大沢[11]
  - TOHOシネマズ 南大沢
- フォレストモール南大沢
  - サンドラッグ 南大沢店
  - 蔦屋書店南大沢店
- サザンウインズ南大沢
  - サイゼリヤ 南大沢駅前店
  - みずほ銀行 南大沢支店
- フレスコ南大沢
  - 八王子市役所南大沢事務所
  - 八王子市南大沢図書館
  - 八王子市保健福祉センター
  - 八王子市南大沢生涯学習センター
  - 八王子市南大沢市民センター
  - 八王子市南大沢文化会館
  - クリニックゾーン：4F。
- TOTO 八王子ショールーム
- トヨタモビリティ東京 南大沢店・U-Car 南大沢店
- 南大沢中郷公園
- 八幡神社：例祭日は毎年8月26日。創建年代は不明だが古くから南大沢の鎮守神として祀られて来た。境内のオオツクバネガシの巨木は樹齢推定600年。
- ヤマザキ動物看護大学
- 救急振興財団事務局/救急救命東京研修所（エルスタ東京）

## バス路線
京王バス・神奈川中央交通・東京空港交通の3社の路線が乗り入れる。以前は、富士急平和観光（当時）も乗り入れていた。
路線の詳細は京王バス南大沢営業所・神奈川中央交通多摩営業所をそれぞれ参照
| 乗場 | 系統               | 主要経由地                                                          | 行先             | 運行事業者         | 備考         |
| ---- | ------------------ | ------------------------------------------------------------------- | ---------------- | ------------------ | ------------ |
| 1番  | 南51               | <右回り>大平公園先回り                                              | 南大沢団地循環   | ■京王 ■神奈中      | 深夜バスあり |
| 1番  | 南52               | <左回り>赤石公園先回り                                              | 南大沢団地循環   | ■京王 ■神奈中      |              |
| 2番  | 堀03               | 大平公園・長池小学校                                                | 京王堀之内駅     | ■京王 ■神奈中      | 深夜バスあり |
| 3番  | 南60               | だいり谷戸公園先回り                                                | 南大沢五丁目循環 | ■京王              |              |
| 3番  | 南60               | だいり橋・南大沢五丁目先回り                                        | 南大沢五丁目循環 | ■京王              |              |
| 3番  | 南60               | だいり橋・南大沢五丁目                                              | だいり谷戸公園   | ■京王              | 深夜バスあり |
| 3番  | 南61               | だいり橋・南大沢五丁目・鑓水公園                                    | 水甫団地入口     | ■京王              |              |
| 3番  | 南61               | だいり橋・南大沢五丁目・鑓水公園                                    | 多摩美術大学     | ■京王              |              |
| 3番  | 南62               | だいり谷戸公園・鑓水公園                                            |                  | ■京王              |              |
| 3番  | 南62               | だいり谷戸公園                                                      | 水甫団地入口     | ■京王              |              |
| 3番  | NT01               | <ニュータウン急行> だいり橋・南大沢五丁目・だいり谷戸公園・多摩境駅 | 橋本駅           | ■京王              | 深夜バス     |
| 4番  | 北03               | 殿ヶ谷戸                                                            | 北野駅北口       | ■京王              |              |
| 4番  | 八60               | 殿ヶ谷戸・北野駅南口                                                | 八王子駅南口     | ■京王              | 深夜バスあり |
| 4番  | 八61               | 中山・北野駅南口                                                    | 八王子駅南口     | ■京王              |              |
| 5番  | 桜80               | 由木折返場                                                          | 聖蹟桜ヶ丘駅     | ■京王              | 深夜バスあり |
| 6番  | 南63               | 上柚木・多摩美大前                                                  | 橋本駅           | ■京王              |              |
| 6番  | 南64               | 東京都立大学北                                                      | 京王堀之内駅     | ■京王              |              |
| 6番  | 成田多摩センター線 | 成田多摩センター線                                                  | 成田空港         | ■京王 東京空港交通 |              |
| 6番  | 羽田多摩センター線 | 羽田多摩センター線                                                  | 羽田空港         | ■京王 東京空港交通 |              |

その他（降車扱い）
- 深夜急行バス：新宿駅西口 → 稲城駅 → 永山駅 → 多摩センター駅 → 南大沢駅 → 多摩境駅 → 橋本駅〔京王バス〕

## 多摩ニュータウン「西部地区」開発
当駅周辺は、多摩ニュータウン西部地区中心部として開発され、「西部地区センター」に位置付けられている。
東京都施行の新住宅市街地開発事業である「西部地区」では、1965年（昭和40年）12月より山林部分の用地買収が行われ、1971年7月には当時の建設大臣から新住宅市街地開発事業の事業許可を得て、同年11月から集落部分の土地買収に着手した。その際に、谷戸部分もできるだけ事業区域に含んで計画されることになったが、強制買収を可能とする新住宅市街地開発事業といえども相当数の家屋を有する状態となっていて、このために、既存住民の移住先となる大量の「優先分譲地」を確保する計画となった。これを受け、まずは1971年頃から、工事用道路の整備に加えて優先分譲地の先行整備が始められた。そして、大方の家屋移転が完了した後の1978年度から、本格的な土地造成に着手することとなった。
東京都と八王子市の協議では「多摩ニュータウン西部地区開発大綱」がまとめられ、これに沿って開発が進められた。その中で南大沢駅前には「西部地区センター」として20ヘクタール程度の土地が確保されることとなり、「商業業務施設や、その他公益的施設を整備する」ことが位置づけられた。そしてその中で相模原線は多摩センター駅から南大沢駅まで単に延ばすのではなく、一挙に横浜線の橋本駅まで延ばすという考え方も示された。
また同時に埋蔵文化財の調査では、勝手に発掘範囲が拡大されていたり、二重三重の発掘が始まって予想以上に時間がかかるなどし、土地造成に大きな支障がでる事態がいくつも発生していたことから、事前に遺跡の存在範囲を正確に確認するべく「基礎調査」が1976年（昭和51年）から3か年に渡って行われた。結果、多摩ニュータウン全体で遺跡数883ヶ所、遺跡面積357ヘクタール、西部地区だけでも297ヶ所、100ヘクタールもの大量の遺跡が見つかり、いずれにしろ開発スケジュールの大幅なスローダウンは避けられないとして、新たに発見された遺跡のうち、重要そうで時間が掛かりそうな所は土地利用変更で対処が行われることとなった。1977年（昭和52年） - 翌1978年（昭和53年）前半にかけて土地利用変更し、半年余りで建設大臣に「施行計画届出」が行われた。
こう言ったイレギュラーな形の施行計画届出がされ、1983年（昭和58年）3月には、小学校と中学校そして中層住宅1,018戸で西部地区の最初の入居が第14住区で果たされることとなった。しかし道路は未完成で、住宅建設と道路建設が同時期となってしまい、現場では「今日はどこの道路を通って行けば良いんだよ」と言うやり取りが行われていた。鉄道も多摩センター駅までしか開通しておらず、多摩ニュータウン通りから多摩センター駅に向かうバスサービスで対応されていたが、その多摩ニュータウン通りも土地区画整理事業遅れで一部が完成しておらず、片側だけでやっと通行出来る状況であった。
東京都立大学（旧）は当初、立川市への移転が予定されていたが、立川用地が手狭で大学内で問題となっていたことから多摩ニュータウンへ移転することとなった。この移転のため、西部地区の計画はさらなる見直しがされ、第20住区の「松木・日向緑地」を含めた約42ヘクタールの土地に用地が確保された。これに伴って住宅用地が減少するため、全体的に高層住宅比率を上げることで、全体の住宅戸数を減らさない対応が成された。さらに第16住区には「誘致業務施設用地を設定する」とされ、「東京都の中の福祉局や教育庁から要請があった老人福祉施設や身障者福祉施設や養護学校を配置する」ことが決定した。しかし八王子市側は大学誘致を全く歓迎しておらず、東京都は八王子市との交渉に難航する。最終的に八王子市からは市内にある富士森公園級の公園を市内にもう2か所作ると言う交換条件が出され、東京都側は渋々呑むこととなった。
それから駅前の「西部地区センター」も見直しがされ、近隣公園をセンターエリア南端に配置し、東京都立大学まで抜ける歩行者専用「南北軸」を形成すると言う位置付けとなった。南大沢駅の南側には、商業施設や八王子市管理の公益施設を入れること、東京都立大学の手前には、大学関連の施設を入れると共に住宅を乗せると言ったことも計画された。1984年の最終的な見直しでは、相模原線と多摩ニュータウン通りを跨ぐ巨大な「南北ペデストリアンデッキ」に駅改札口が面するようにし、南端には駅前広場も設け、そのバス乗降場には雨除けのキャノピーを設けることとされた。そしてようやく1987年（昭和62年）5月に相模原線「南大沢駅」が開設された。
1991年（平成3年）に東京都立大学南大沢キャンパスが開設され、1992年には「そごう」ジュニアデパートと、スーパー「忠実屋」がキーテナントの駅前で最初の商業ビル「ガリレア・ユギ」が開業した（現・イトーヨーカドー）。また八王子市が1996年（平成8年）4月に「フレスコ南大沢」と言う土地信託ビルを建設し、そこには八王子市の化施設が併設されている。2000年9月には定期借地方式により三井不動産が、「ラ・フェット多摩」（現・三井アウトレットパーク多摩南大沢）を開業し、街の賑わいを創出している。
第15住区の建設においては、公団施行区域にて多摩センター駅周辺と一体で整備された落合・鶴牧地区で優れた景観計画が行われていたことから、それに触発される形で東京都側でも綿密な景観計画が実践されることになった。東京都と八王子市だけでなく、公団が大いに協力して進められることとなり、これらで「15住区住宅企画会議」が組織され、その会議の場で景観計画上の調整を行うことが決められ、その下に実働部隊となる「景観等調整会議」を作ってスタートされた。その中心となる計画を担う専門家を1人置き、マスタープランの作成と全体の調整を行いながら実現を図っていったのが、後に数々の賞を獲得する「ベルコリーヌ南大沢」となった。この住区の景観計画は、第20住区、21住区、16住区でも統一して実施され、相互に歩行者専用道路（遊歩道）がネットワークされて、車道を一切横断することなく各住区から駅前までの移動を可能としている。

## 隣の駅
京王電鉄
 相模原線
- □「京王ライナー」停車駅（上りは乗車のみ）

■特急・■急行
京王多摩センター駅 (KO41) - 南大沢駅 (KO43) - 橋本駅 (KO45)
■区間急行・■快速・■各駅停車
京王堀之内駅 (KO42) - 南大沢駅 (KO43) - 多摩境駅 (KO44)